# Pascal Reymond
Pascal Reymond (ur. 1965) – szwajcarski skoczek narciarski. Najlepsze wyniki w Pucharze Świata osiągnął w sezonie 1986/1987, kiedy zajął 39. miejsce w klasyfikacji generalnej.
Startował na mistrzostwach świata w Oberstdorfie i Lahti, ale bez sukcesów.

## Puchar Świata w skokach narciarskich

### Miejsca w klasyfikacji generalnej
- sezon 1983/1984: -
- sezon 1984/1985: 70
- sezon 1985/1986: -
- sezon 1986/1987: 39
- sezon 1987/1988: -
- sezon 1988/1989: 45

## Mistrzostwa Świata
- Indywidualnie
  - 1987 Oberstdorf (RFN) – 49. miejsce (duża skocznia), 36. miejsce (normalna skocznia)
  - 1989 Lahti (FIN) – 42. miejsce (duża skocznia), 43. miejsce (normalna skocznia)